# Hansevolk zu Lübeck
Das Hansevolk zu Lübeck ist ein gemeinnütziger Verein, gegründet am 11. September 2000, der sich darauf spezialisiert hat, die Lübecker Stadtbevölkerung des ausgehenden Spätmittelalters darzustellen. Das Hansevolk stellt dabei den Handel, verschiedene Gewerke und auch das alltägliche Leben der Hansezeit vor.

## Wissenswertes

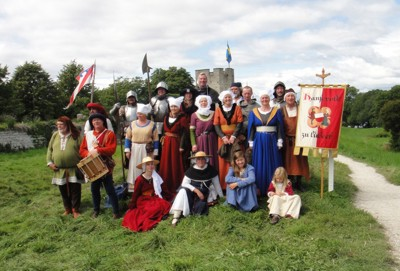
Mittelalterwoche in Visby/Schweden 2011

### Geschichte
Das Hansevolk zu Lübeck ging aus der Projektgruppe Lübsches Hansevolk hervor, die 1997 in der Gesellschaft Weltkulturgut Lübeck e.V., die auch die Lisa von Lübeck betreibt, gegründet wurde. Die Gründung als Verein war am 11. September 2000.

### Veranstaltungen
Zu den regelmäßigen Veranstaltungen im Lübecker Raum gehören das Hansefest in Lübeck, Mittelalterfest auf dem Bauspielplatz Roter Hahn und die Museumsnacht in Lübeck.
Das Hansevolk reist auch immer wieder zu Veranstaltungen im Ausland wie z. B. „De Queaye Werelt“ beim Kastell Sterckshof in Antwerpen/Belgien oder der Mittelalterwoche in Visby auf Gotland/Schweden.
Zu den Internationalen Hansetagen der Neuzeit begleitet das Hansevolk die Vertreter der Stadt Lübeck, um die „Königin der Hanse“ zu repräsentieren und die Kontakte zu anderen Hansestädten zu pflegen. Sie besuchen regelmäßig etwa die Hansetage der Neuzeit.

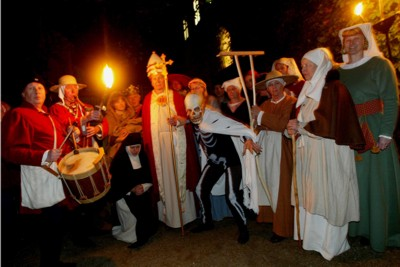
Aufführung des Lübecker Totentanzes 2008

### Totentanz
Anlässlich der Museumsnacht in Lübeck 2008 hatte das Hansevolk den Lübecker Totentanz nach den Motiven von Bernt Notkes Gemälde von 1463 in Szene gesetzt. Insgesamt 16 der 24 auf dem Gemälde gezeigten Figuren wurden dargestellt, vom Papst bis zum Neugeborenen.
Weitere Aufführungen fanden 2009 in Wismar, 2011 in Visby und 2018 in Rostock statt.